# صلاحاتین اولکومن
صلاحاتین اولکومن (ترکی استانبولی: Selahattin Ülkümen; ۱۴ ژانویهٔ ۱۹۱۴ – ۷ ژوئن ۲۰۰۳) دیپلمات اهل ترکیه بود که به خاطر نجات جان یهودیان در جنگ جهانی دوم، اسرائیل در سال ۱۹۸۹ نشان درستکار در میان ملل را به وی اهدا کرد و نامش در ید وشم حک شد.
در طول جنگ جهانی دوم وی سرکنسولگر ترکیه در ردس یونان بود که توسط آلمان نازی اشغال شده‌بود. اولکومن جان پنجاه یهودی در این جزیره را از هولوکاست نجات داد، ۱۳ شخص را به خاطر آنکه شهروندی ترکیه داشتند و بقیه را با استفاده از ترفندهای دیگری.
وی همچنین برندهٔ جوایزی همچون درستکار در میان ملل شده است.